# Експлорер-4
«Експло́рер-4» (англ. Explorer — дослідник) — четвертий американський апарат за програмою «Експлорер», третій вдалий запуск. Інше позначення — «1958 Епсилон».
Прилади виготовила група науковців під керівництвом доктора Ван-Аллена. Агентство передових оборонних дослідницьких проєктів США Міністерства оборони США спочатку планувало запустити два супутники для дослідження радіаційних поясів Ван-Аллена і впливу на них ядерних вибухів та магнітосферу Землі загалом, однак було запущено тільки «Експлорер-4».

## Опис
Конструкція була схожою на «Експлорер-1». «Експлорер-4» був циліндричної форми і мав прилади для першого детального вимірювання заряджених частинок (протонів і електронів), які потрапили до радіаційних поясів Землі. Відсік приладів монтувався у верхній частині четвертого ступеня, і виводився на орбіту разом із ним, тому в різних джерелах наводиться різна маса супутника, яким можуть вважати весь ступінь. У польоті апарат обертався зі швидкістю 750 обертів за хвилину навколо довгої осі і цим стабілізувався.
Дані передавались двома групами антен: передавач потужністю 60 мВт із частотою 108,03 МГц використовував антену Герца, що складалась із двох скловолоконних щілинних антен у корпусі супутника; передавач потужністю 10 мВт із частотою 108 МГц використовував чотири гнучкі антени, розташовані хрестовиною і випрямлені внаслідок обертання апарата.
Оскільки був доступним невеликий простір і вимагалась невелика маса, розроблялись і виготовлялись прості і високонадійні прилади з використанням транзисторів із германію і кремнію.
Ззовні відсік приладів був розфарбований білими і темнозеленими смугами для створення пасивного температурного контролю.

## Політ
26 липня 1958 року 15:07 UTC Ракета-носій Юпітер-Сі (Джуно-1) з космодрому Канаверал успішно вивела супутник на орбіту з перигеєм 263 км і апогеєм 2213 км із періодом обертання 110,2 хв. Орбіта мала нахил 50,3°.
Передавач потужністю 10 мВт із частотою 108 МГц і пластиковий сцинтиляційний датчик припинили працювати 3 вересня 1958 року. Два лічильники Гейгера-Мюллера й інфрачервоний датчик на кристалі йодиду цезію нормально працювали до 19 вересня 1958 року. Передавач потужністю 60 мВт із частотою 108,03 МГц припинив передачу сигналів 5 жовтня 1958 року. Імовірно причиною збоїв стало виснаження хімічних батарей.
Супутник зійшов з орбіти 23 жовтня 1959 року після 454 діб польоту.